# William Brill
Pour les articles homonymes, voir Brill.
William Lloyd (Bill) Brill (17 mai 1916 – 12 octobre 1964) est un officier supérieur et un pilote de bombardier pour la Force aérienne royale australienne.
Né dans la région de la Riverina en Nouvelle-Galles du Sud, il est fermier et appartient à l'Armée de réserve australienne avant de rejoindre la RAAF dans les cadets de l’air en 1940. Avec la création du Plan d'entraînement aérien du Commonwealth britannique, il est muté en Grande-Bretagne en 1941 pour participer à la guerre aérienne en Europe. Brill participe à son premier combat au sein du 460e escadron de la RAAF, volant à bord du Vickers Wellington, un bombardier moyen. Il se voit décerner la Distinguished Flying Cross (DFC) en mai 1942 pour l’attaque d’une cible avec son bombardier gravement endommagé par un tir de défense anti-aérienne. Après avoir été instructeur à la RAF, il participe à la campagne de bombardement en janvier 1944 comme Chef d'escadron avec le 463e escadron de la RAAF, à bord du Avro Lancaster, un bombardier lourd.
Son leadership et sa détermination à remplir ses missions, même avec un appareil endommagé – dégâts causés par le largage d’un autre Avro Lancaster volant au-dessus – lui ont permis d’être décoré de l’Ordre du Service distingué. Promu commandant d’aile en mai 1944, il prend le commandement du 467e escadron de la RAAF après que l’avion de son commandant, le capitaine de groupe (en) John Balmer (en) fut abattu au combat. Il est récompensé d'une barrette sur sa Distinguished Flying Cross en juillet 1944, pour son adresse à échapper à trois chasseurs nocturnes allemands (Nachtjäger).
À son retour en Australie, il reste après la guerre dans la Force aérienne royale australienne et prend le commandement du 10e escadron de 1949 à 1950. Il commande ensuite les bases aériennes de la RAAF à Rathmines, Canberra et Townsville durant les années 1950 et 1960. William Brill a rempli deux mandats de directeur des Services du Personnel, de 1956 à 1959 et de 1960 à 1963, durant lesquels il est promu capitaine de groupe (en). Il est finalement nommé au ministère de la défense à Canberra, et c'est alors qu'il exerce cette fonction qu'il meurt d’un infarctus en octobre 1964.

## Jeunesse
Brill est né le 17 mai 1916 à Ganmain dans la région de Riverina située en Nouvelle-Galles du Sud. Il est le quatrième d’une famille de sept enfants. Son père Edward Brill est fermier et, tout comme sa mère Bertha, est originaire de l'État de Victoria. Les Brill possèdent la propriété appelée Clearview, et Bill va à l'école locale. Il termine sa scolarité au lycée agricole de Yanco (en), réussissant son Brevet des collèges (en) avant de rejoindre ses frères à la culture du blé,. Trapu et fort, il est aussi passionné de football australien, jouant pour Ganmain, Grong Grong (en) et Matong.
Le 5 janvier 1939, Brill s’enrôle dans Australian Light Horse, une unité de l’Armée de réserve australienne basée à Narrandera, et est promu caporal en mai. Le 19 avril 1940, lors d’épreuves passées pour postuler aux cadets de l’air (en), les membres du jury d’entretien le qualifient de campagnard réservé, un « homme plutôt lent mais intelligent ».
Le 11 novembre 1940, Brill s’engage dans la réserve active de la RAAF, la Citizen Air Force (CAF),. Il rejoint alors l’Empire Air Training Scheme (EATS), et reçoit une formation initiale à la base aérienne de Bradfield Park (en), située à Lindfield (Nouvelle-Galles du Sud). Sélectionné pour devenir pilote, il reçoit son instruction élémentaire de vol sur un de Havilland DH.82 Tiger Moth à la 8e base école de pilotage de la RAAF à Narrandera (en). En mars 1941, Brill est muté au Canada pour recevoir une instruction avancée sur un Avro Anson à la 3e base école de pilotage à Calgary. Le 28 juillet 1941, il devient officier pilote (en) et débarque en Grande-Bretagne le mois suivant. En octobre, il se convertit aux bombardiers moyens le Vickers Wellington à Lichfield au sein de la 27e Unité d’Entrainement Opérationnel (en) (OTU) de la RAF, puis affecté au 460e escadron de la RAF (en) qui a été constitué le 15 novembre 1941 à la base aérienne de la RAF à Molesworth.

## Guerre aérienne en Europe

### Premier tour d'opérations

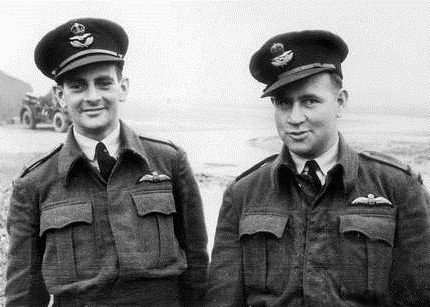
L’officier Arthur Doubleday (à gauche) et le pilote officier Brill à Molesworth en Angleterre. Décembre 1941 – janvier 1942

Le 7 décembre 1939, l'EATS ratifie l'article XV, créant des escadrons formés de personnels venant de la Royal Air Force (RAF), Royal Australian Air Force (RAAF), Royal Canadian Air Force (RCAF) et Royal New Zealand Air Force (RNZAF). Le 460e escadron fait partie des formations australiennes créées en 1941 pour prendre part à la campagne stratégique aérienne de la RAF Bomber Command contre l’Allemagne,. Le 4 janvier 1942, l’escadron est déplacé de la base aérienne de la RAF à Molesworth à celle de Breighton (en) dans le Yorkshire. Le 12 mars 1942, il est copilote lors de la première mission du 460e escadron contre le port allemand d’Emden,. Il se retrouve rapidement aux commandes de son propre Vickers Wellington pour bombarder des cibles dans le nord de la France. Dans la nuit du 5 au 6 avril 1942, il effectue sa première mission contre la ville de Cologne possédant une bonne défense anti-aérienne située en plein territoire ennemi. Il fait part de son état d’esprit avant ce raid : 
« How can I get back from this when others who are better than I'll ever be, have fallen on such targets? Will I funk if I'm in a tight spot? Will I let the rest of the boys down? Who am I to hold the lives of five other men in my hands? »
« Comment pourrais-je en revenir quand d'autres qui sont meilleurs que je ne le serai jamais ont été abattus sur de telles cibles ? Est-ce que je me défilerai si je me retrouve en difficulté ? Est-ce que je laisserai tomber le reste des gars ? Qui suis-je pour tenir les vies de cinq autres gars entre mes mains ? »
Dans la nuit du 29 au 30 mai 1942, soixante-dix-sept avions, comprenant quatre Wellingtons du 460e escadron sont envoyés pour bombarder les usines de Gnome et Rhône, Thompson Houston et Goodrich à Gennevilliers dans la région parisienne. La traversée de la Manche est faite par mauvais temps et bien que la visibilité au-dessus des cibles soit bonne due à une large trouée dans les nuages, ils doivent faire face à une défense beaucoup plus importante que prévu avec des canons anti-aériens et des projecteurs de poursuite. Le largage des bombes est donc effectué entre 1 200 m et 2 500 m avec une grande imprécision. Pour les raids similaires précédents, un seul avion manquait à l’appel, mais ici, il en manque six. Concernant les quatre Wellingtons australiens participant à ce raid, deux d’entre eux sont abattus, un autre n’ayant trouvé sa cible est retourné à la base, tandis que l’Officier Pilote Brill, le seul pilote du 460e escadron pouvant attaquer, réussit son approche au travers de tirs nourris de canons anti-aériens. Son système de largage des bombes étant endommagé, une bombe de 450 kg reste suspendue alors que les autres sont larguées sur la cible : l’usine Gnome et Rhône. Brill est descendu très bas (à environ 460 m) et ayant repéré sa cible a effectue une attaque décisive sans se soucier des dégâts de son système hydraulique et de sa tourelle arrière hors d'usage. Le trajet retour s'effectue dans de très mauvaises conditions météorologiques, avec un avion difficilement contrôlable, la trappe de soute à bombes ne pouvant plus se fermer, Brill réussit à atterrir sur un aéroport d’urgence en Angleterre sans gouverne et avec un roue endommagée,.
Brill a montré un courage et une détermination exemplaire et s’est avéré être un pilote ingénieux à tout instant. Il est décoré de la DFC le 26 juin,, devenant le premier pilote de son escadron à recevoir une récompense,.
Pendant les mois suivants, le 460e escadron participe au premier raid de 1 000 bombardiers (1047) contre Cologne, Essen et Brême. Brill est promu lieutenant de vol en juillet 1942 et complète son premier tour d’opérations le 11 août avec 31 sorties,. Il est détaché comme instructeur à la RAF en novembre 1942, retournant au sein de la 27e Unité d’Entrainement Opérationnel à Lichfield,. Durant les onze mois suivants, il dirige les programmes de formation de vol et est promu chef d'escadron en avril 1943,. En août, il est témoin au mariage d’Arthur Doubleday son ami et compagnon pilote à la RAAF. La presse les nomme les « Jumeaux volants » tant leur parcours militaire sont analogues : ils sont tous deux originaires du district de Riverina, ont rejoint la RAF en même temps le Jour du Souvenir en 1940, sont arrivés en Angleterre en août 1941, ont volé sur des Welligtons dans le 460e escadron, sont volontaires pour un second tour d’opérations dans la Guerre Aérienne en Europe et ont reçu de nombreuses décorations et promotions identiques,. Doubleday survit à la guerre et poursuit ensuite sa carrière dans l’aviation civile.

### Second tour d'opérations

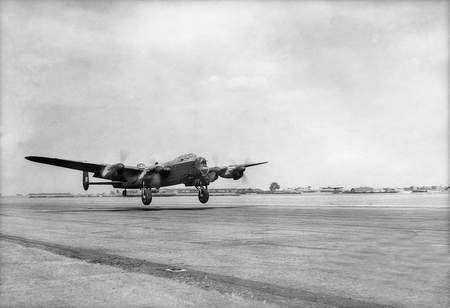
Lancaster de l'escadrille no 463 sur la station Waddington de la RAF

Étant volontaire pour un second tour, Brill se convertit aux bombardiers lourds Handley Page Halifax puis dans les derniers mois de 1943 aux Avro Lancaster. L’année suivante, il est nommé Chef d’escadrille au sein du 463e escadron de la RAAF, opérant sur le Lancaster affecté à la base aérienne de Waddington de la RAF dans le comté de Lincolnshire. Durant le second tour opérations, les parcours militaires des « Jumeaux volants » sont toujours aussi similaires. Ils sont tous les deux nommés Chef d’Escadron, ils volent en tant que chef d’escadrille et bien que Brill et Doubleday officient respectivement dans le 436e et 467e escadron, ils sont tous deux basés à Waddington. Vic Brill, de cinq ans plus jeune que Bill, a commencé son entrainement en 1941, il participe à la Guerre Aérienne en Europe en tant que navigateur. Bien que Vic et Bill volent tous deux au sein du 463e escadron au début de l’année 1944, Vic n’a jamais été dans l’avion de Bill. Brill effectue sa première sortie vers la « Big City » en prenant part au raid du 20 janvier 1944 qui met fin à une pause de près de trois semaines dans la campagne de bombardement de Berlin. La probabilité de survivre à un tour d’opérations de 30 missions à la Guerre Aérienne en Europe ne dépasse pas 50 %, cependant durant la campagne de bombardement de Berlin le taux de perte est plus élevé.
Brill effectue sa seconde mission contre Berlin le 27 janvier 1944. On a dit que son Lancaster était maudit, un de ces moteurs perdant de la puissance en vol mais fonctionnant toujours parfaitement au sol. Lors de sa précédente sortie, il est revenu avec son mitrailleur arrière décédé à la suite d'un défaut d’oxygénation. Avant que Brill d’atteigne Berlin, un des moteurs commencent à faiblir l’obligeant à voler plus bas que la normale. Ayant largué ses bombes sur l’objectif, il lui semble que son avion a été touché par de nombreux tirs qu’il suppose venir de la défense anti-aérienne mais qui sont en fait dus à des bombes incendiaires larguées d’un Lancaster volant au-dessus de lui. Le nez, les volets de dérives et le système électrique sont sévèrement endommagés et l’aile bâbord est en feu. En indiquant à son équipage qu'il doit se préparer à sauter en parachute, Brill met son Lancaster en piqué et réussit à éteindre le feu. L’équipe peut rester à bord, et après un vol de neuf heures, l’avion atterrit à Waddington. Cela n'est, selon Brill, « pas l’idée qu’il se faisait d’un divertissement d’une soirée »,. Il effectue au total 11 opérations dans la campagne de bombardement de Berlin incluant la participation au bombardement ayant fait le plus de morts de la guerre contre la ville de Nuremberg des 30 et 31 mars 1944. À cette occasion, un de ses moteurs tombe en panne et un autre est endommagé lorsqu’il doit traverser un nuage de débris d’un Lancaster mis en pièces droit sur sa trajectoire.

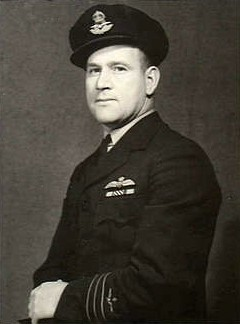
Le lieutenant-colonel Brill commandant l'escadrille no 467 de la RAAF en juillet 1944

À partir d’avril 1944, le 463e escadron commence à se concentrer sur des cibles en France et en Belgique car la campagne aérienne alliée est réorientée vers un bombardement stratégique visant à détruire des aéroports et à couper les lignes de communication, un préalable à la bataille de Normandie,. Le 8 mai, Brill est le responsable du marquage pour le raid contre l’aéroport près de Brest. Le responsable du marquage est tenu d’arriver avant les principales forces alliés, vérifier que les fusées éclairantes marquant les cibles sont bien positionnées et prévenir les membres de l’escadron si les bombardements sont imprécis. Lorsque Brill termine sa mission, et qu’il va lui-même attaquer, les défenses au sol sont complètement opérationnelles et criblent son Lancaster de 140 impacts de balle mais il refuse d’effectuer des manœuvres d’évitement jusqu’à ce qu’il ait largué son chargement de bombe,. Promu commandant d’aile pour cette action, Brill prend le commandement du 467e escadron le 12 mai 1944 après la mort au combat de son précédent commandant, le capitaine de groupe John Balmer,. D’après l’Histoire Officielle de l’Australie durant la seconde guerre mondiale, Brill « s’est avéré être digne successeur de Balmer à la fois dans l’administration et dans son attitude de meneur courageuse et dynamique avec lequel il a amené les escadrons de Waddington au premier plan au sein du 5e groupe de la RAF (en) ». Le 19 mai 1944 il est décoré de l'Ordre du Service distingué pour « ses qualités de meneur, ses compétences et sa bravoure exemplaires » et « sa détermination à faire de chaque sortie un succès » malgré les fréquents dégâts causés à son bombardier,. Début juin, il dirige le 467e escadron lors de raids contre des stations radars de l’axe dans le nord de la France. L’unité participe au débarquement de normandie (en) au-dessus de la Pointe du Hoc et plus tard, en dégageant un couloir de progression pour les troupes Alliés avançant vers la péninsule de Cherbourg.
Pendant la nuit des 4 et 5 juillet, les 463e et 467e escadrons bombardent les dépôts d’approvisionnement pour les Armes V près de Saint-Leu-d'Esserent. Le Lancaster de Brill est attaqué par trois chasseurs nocturnes allemands, mais il a réussi à s’échapper avec seulement quelques impacts de balles dans son avion,. Son « adresse et son courage » durant cette action lui font gagner une barrette sur sa DFC, cette distinction est promulguée dans la London Gazette du 16 février 1945,. Brill termine son second tour d’opérations en juillet mais il attend pour effectuer d’autres missions, conseillant souvent les équipages moins expérimentés. Lui et Doubleday ont la réputation d’être un peu « cinglés », ayant pour habitude de refaire un passage et de vérifier le résultat du bombardement plutôt que de fuir la zone ciblée le plus rapidement possible. Pendant les périodes de non activité, il a l’habitude de prendre un Lancaster soi-disant pour effectuer des vols d’essai vers la frontière sud de l’Irlande du Nord, où lui et son équipage changent leur uniforme pour des vêtements civils, traversent l’Irlande et s’approvisionnent en nourriture et en alcool pour donner des fêtes à leur retour à Waddington. Brill met toujours un point d’honneur à inviter à ces événements l’officier de l’air commandant le Quartier général de la RAAF à l’étranger (en) le Vice maréchal de l'air Henry Wrigley qui y assiste systématiquement. Le 12 octobre 1944, Brill cède le commandement du 467e escadron, devenant le premier homme à survivre de son temps en tant que commandant.
Dans le cadre de la guerre aérienne en Europe, Brill a effectué en tout 58 missions quand il retourne en Australie pour la nouvelle année 1945. Le 29 janvier 1945, il se marie avec Ilma Kitto, une enseignante à l'Église méthodiste de Ganmain. Le couple est fiancé depuis le début de la guerre, de leur union naît deux fils et une fille,.

## Carrière après-guerre

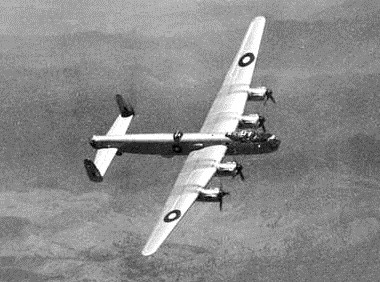
Avro Lincoln de construction australienne, vers novembre 1946

Brill reste dans la Force aérienne royale australienne après la fin des hostilités. De février 1946 à août 1947 il est le seul commandant de l’unité de conversion des équipages aux bombardiers lourds nouvellement formée puis rapidement dissoute à la base aérienne de la RAAF à East Sale (en) dans l’état de Victoria. Le peu d’intérêt ou la tendance à utiliser une unité d’entrainement mobile est d’actualité au haut commandement et au cours des mois d’été, les bombardiers Avro Lincoln sont employés dans la surveillance des feux de broussailles, signalant 44 départs de feu sur le seul mois de février 1947.
Brill est transféré depuis l'état major de l’armée de l’air (CAF) à la Permanent Air Force en 1948 où il où il est rétrogradé au grade de Chef d’escadron. En mars 1949, il devient le premier commandant du 10e escadron de la RAAF recréé. Dans sa nouvelle configuration, l’escadron intègre le personnel et les équipements de la base aérienne de la RAAF de Garbutt à Townsville (en). La principale mission de Brill est d’organiser la réhabilitation ou la fermeture des équipements surnuméraires du temps de la guerre dans le Queensland septentrional et de préparer le 10e escadron pour des opérations de recherche et de sauvetage. L’unité a réceptionné le premier de ses quatre Avro Lincoln MK 30 en septembre 1949 et Brill cède le commandement en janvier 1950.
Élevé au rang de commandant d’aile, Brill a été directeur de l’Australian Defence College (en) dans l’État de Victoria à la Base aérienne Williams de Point Cook, jusqu’à son affectation comme officier de l’état major auprès du commandant des forces aériennes de australienne l’Air Marshal Donald Hardman,. En décembre 1953, Brill est affecté au commandement de l’Ecole d’entrainement des officiers de la RAAF (OTS) (en) à la Base Aérienne de la RAAF à Rathmines (en) dans l’état de Nouvelle-Galles du Sud. Dans l’exercice de ces fonctions, il est aussi le commandant de cette base aérienne,. En mai 1956, son intitulé de commandement a changé à la suite de la réorganisation de la base aérienne de Rathmines et de l’OTS au sein de la nouvelle Ecole d’Entrainement de l’Armée de l’Air (en) dont Brill à la charge jusqu’en juillet. Considéré comme un meneur d'homme empathique, il devient directeur des Services du personnel,. Promu capitaine de groupe, Brill est nommé durant l’année 1959 comme commandant de la base aérienne de la RAAF à Canberra (en) avant d’être de nouveau nommé directeur des Services du Personnel. Participant à des œuvres de charité et dans des organisations de jeunesse locales, il devient franc-maçon et dans les années 1960 commissaire adjoint aux « Boys Scout » (en) de Canberra-Monaro,. En janvier 1964, il assume le commandement de base aérienne de la RAAF à Townsville (en), retournant à Canberra en octobre pour une affectation au ministère de la défense Armée de l’Air,. Le 12 octobre, il meurt d’un infarctus à son domicile à Campbell. Laissant derrière lui sa femme et ses enfants, Brill est enterré à Canberra,. Il est commémoré d’une « Place Brill » dans la ville de Gowrie.